# It Was a Very Good Year
«It Was a Very Good Year» (укр. Це був дуже гарний рік) — пісня композитора Ервіна Дрейка, написана у 1961 році. Спочатку записана тріо «The Kingston Trio». Найбільш відома у виконанні Френка Сінатри. Версія Сінатри під аранжуванням Гордона Дженкінса здобула нагороду Греммі у двох номінаціях 1966 року. Також ця композиція входить до альбому Френка Сінатри «September of My Years» (1965).
У пісні розповідається про відносини чоловіка з дівчатами у різні роки його життя. У композиції згадується різний вік героя — 17, 21, 35. Ці роки на думку чоловіка — найкращі у його житті. Але зараз, коли людина досягла солідного віку, чоловік розглядає своє життя, як «вінтажне вино». Всі його колишні романі для нього солодкі, як вино з врожаю в гарний рік.